# Sporogone

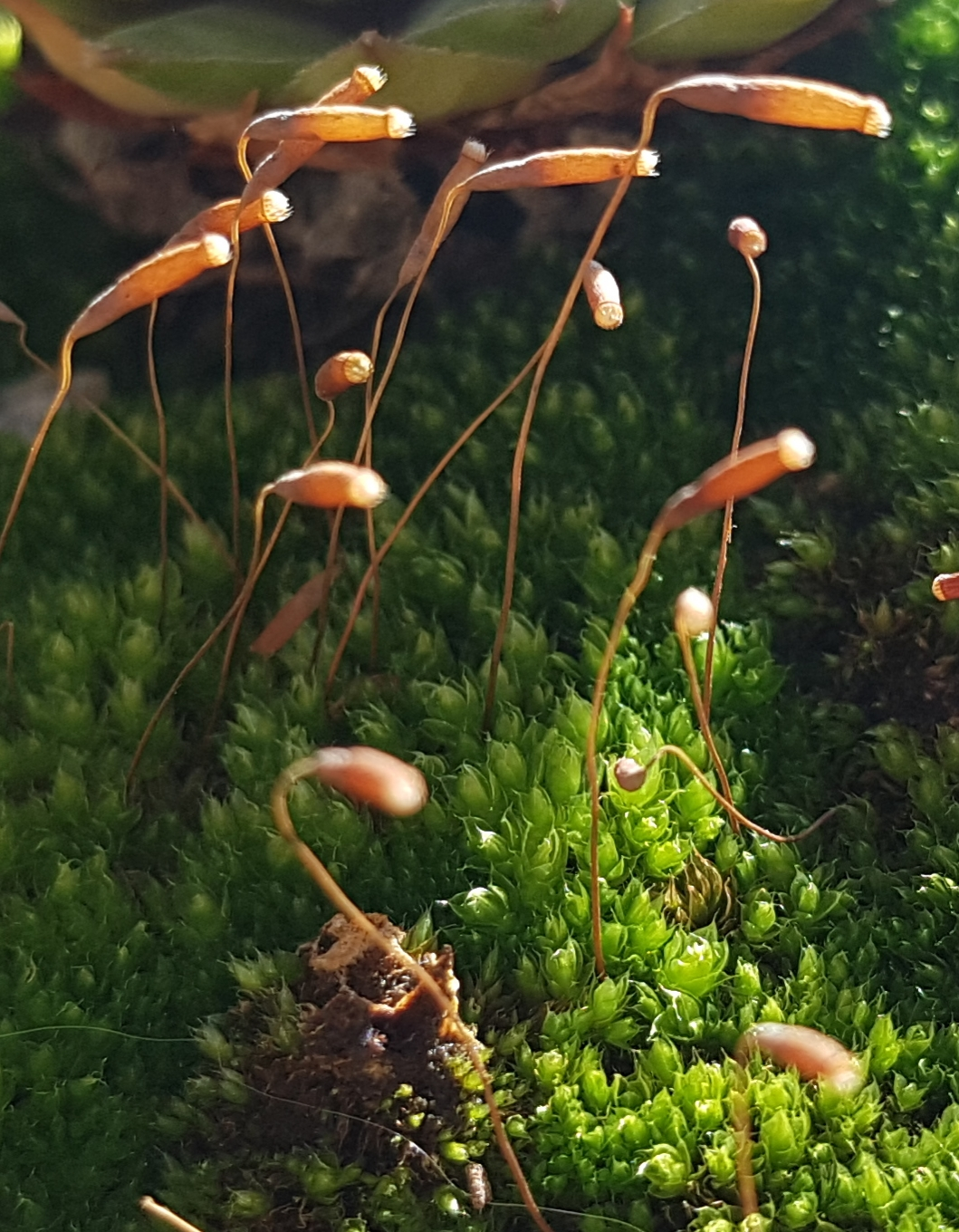
Sporogones ayant libéré les spores.

Le sporogone est une structure diploïde issue de la fécondation dans l'Archégone chez les Bryophytes.
Il représente le sporophyte des bryophytes.
Le sporogone reste fixé au gamétophyte femelle duquel il est issu, il se développe donc en parasite de celui-ci. Il va porter le sporange duquel vont être produits les spores de la mousse.
Il est composé d'un pied, ou soie, qui le rattache à son hôte, tandis qu'à son sommet, se trouve une capsule avec un opercule. Cet opercule va se détacher et libérer les spores issus de méiose, des méiospores. Ceux-ci vont se disperser pour donner de nouveaux Protonemas.